# Frumușica Nouă, Florești
Frumușica Nouă este un sat din cadrul comunei Frumușica, raionul Florești, Republica Moldova.

## Demografie
Conform recensământului populației din 2004, satul Frumușica Nouă avea 2 locuitori, un bărbat și o femeie, ambii de etnie română.
Conform recensământului din 2014, satul nu mai avea nici un locuitor.